# Vinodolski kanal
Vinodolski kanal je tjesnac u Jadranskom moru. Produžetak je Velebitskog kanala, a proteže se u pravcu jugoistok – sjeverozapad, između istočne strane otoka Krka i kopna, sjeverozapadno od blizine Novog Vinodolskog do južnog kraja Malih Vrata.
Duljina kanala je 18 km, a najuži je zmeđu Crikvenice na kopnu i rta Šilo - tek nešto više od jedne milje.
Jadranska magistrala slijedi obalnu liniju na kopnu uz istočnu stranu kanala, bliže unutrašnjosti, a mjestimično je uočljiva. Na obali se redaju veliki turistički centri, Novi Vinodolski sa svojom bogatom kulturnom baštinom (Vinodolski zakonik), zatim Selce i na kraju Crikvenica te Crikvenička rivijera (od Selca do Jadranova).